# رود ديكسون
رود ديكسون (بالإنجليزية: Rod Dixon) هو عداء مسافات طويلة نيوزلندي، ولد في 13 يوليو 1950 في نيلسون في نيوزيلندا.

## وصلات خارجية
- رود ديكسون على موقع الاتحاد الدولي لألعاب القوى (الإنجليزية)
- رود ديكسون على موقع اللجنة الأولمبية الدولية (الإنجليزية)
- رود ديكسون على موقع أوليمبيديا (الإنجليزية)
- رود ديكسون على موقع اللجنة الأولمبية النيوزيلندية (الإنجليزية)
- رود ديكسون على موقع قاعة نيوزيلندا للمشاهير الرياضية (الإنجليزية)